# Религиозный статус саентологии в разных странах

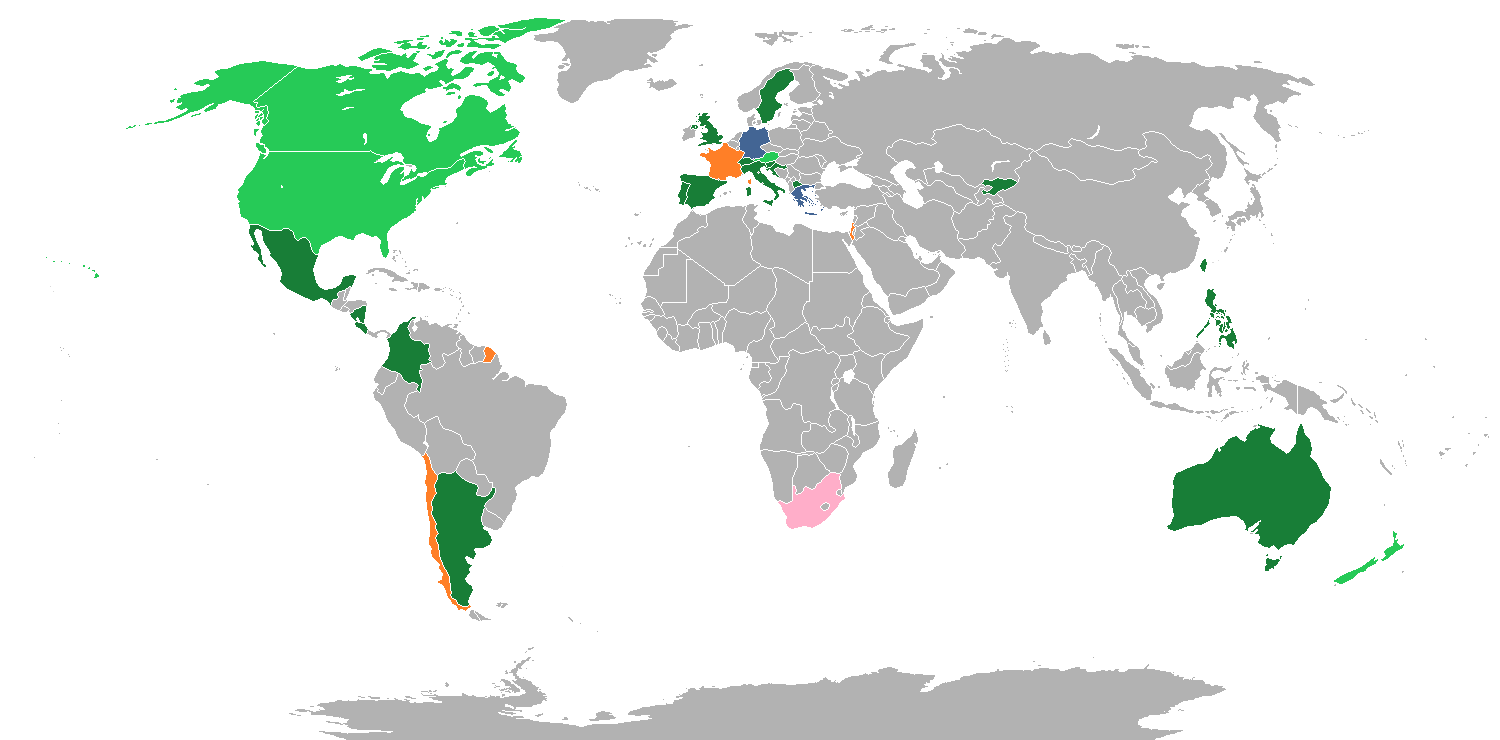
Страны, где саентология признана религией
Страны, где саентология освобождена от налогов
Страны, где саентологические священники имеют право официально заключать браки
Страны, где саентология расценивается как культ
Страны, где статус саентологии не определён

Религиозный статус саентологии в разных странах — описание статуса саентологии в различных странах. Саентологи действуют в более чем 150 странах, в некоторых из них саентологические группы и организации зарегистрированы как религиозные, в некоторых — как общественные организации. Правовой статус Церкви саентологии в разных странах различен и основывается на решениях судебных и налоговых органов.
Церковь саентологии отстаивает свой религиозный статус, который подтверждают многочисленные академические источники. Прежде всего, саентология была признана религией в стране своего зарождения, США, некоторые другие страны (в частности, Великобритания, Италия, ЮАР, Австралия, Швеция, Новая Зеландия, Португалия, Испания, Швейцария) также полностью признали религиозный статус саентологии. Вместе с тем, в Германии организации церкви саентологии не имеют налоговых льгот, а в Греции — лишены юридического лица. Во Франции продолжаются судебные разбирательства в отношении саентологических организаций. В 2012 году в Казахстане церковь саентологии не прошла перерегистрацию и с учётом выводов государственной религиоведческой экспертизы была лишена статуса религиозной организации.
Несмотря на то, что некоторые учёные скептически относятся к религиозному статусу саентологии, другие в целом согласны, что она «удовлетворяет абстрактным критериям для признания её религией».

## Положение дел по странам
| Страна         | Статус | Дополнительно                |
| -------------- | --- | ---------------------------- |
| Австралия      | Верховный суд Австралии постановил, что саентология является религией. | Саентология в Австралии      |
| Австрия        | В 2002 году налоговое управление признало Церковь саентологии Вены религиозной организацией, освобождённой от уплаты налогов. |                              |
| Аргентина      | Саентология признана религией. |                              |
| Бельгия        | Бельгия признаёт только шесть религий — католицизм, протестантизм, англиканство, православие, иудаизм и ислам. С 2003 года в стране действует саентологическая организация (международный офис). В отношении саентологии велось уголовное преследование по обвинению в коррупции, вымогательстве, мошенничестве, вмешательстве в частную жизнь и медицинской деятельности без лицензии, однако в 2016 году суд отмёл эти обвинения как необоснованные. «Все действия по данному судебному процессу признаются неприемлемыми, поскольку вопиющим образом нарушают право на справедливое судебное разбирательство. Обвиняемые подвергались преследованию только за то, что они саентологи», — заявил председательствующий судья. | Саентология в Бельгии        |
| Великобритания | До 2013 церковь саентологии не была признана религиозной организацией, однако в 2000 году была освобождена от налога на добавленную стоимость как некоммерческая организация. В 2013 году Верховный суд Великобритании единогласно постановил, что часовня церкви саентологии Лондона должна быть зарегистрирована как «место для отправления религиозных обрядов», где саентологи могут законно сочетаться браком. В Шотландии саентологические священники ещё до этого решения имели законное право заключать браки. | Саентология в Великобритании |
| Венгрия        | Церкви саентологии нет в списке из тридцати двух официально признанных религий. |                              |
| Германия       | В период с 1985 по 1990 годы было принято несколько судебных решений, подтверждающих религиозный статус саентологии. Тем не менее, статус саентологии не определён. Конституционный суд и несколько других судов государственного уровня не приняли окончательного решения о религиозном статусе саентологии. | Саентология в Германии       |
| Греция         | В 2008 году церковь саентологии подала заявление на регистрацию молельного дома, однако не получила ответа от Министерства образования и религиозных дел в установленный срок. Саентологические религиозные группы функционируют как некоммерческие организации. |                              |
| Дания          | Церковь саентологии трижды получала отказ в признании религиозной организацией: в начале 1970-х, в 1976 и в 1982. В 1997 церковь снова подала заявление, однако отозвала его в 2000 году с просьбой разъяснить процедуру одобрения. Однако Министерство по делам церкви ответило, что, прежде чем получить какую-либо информацию, необходимо снова подать заявление. Штаб-квартира церкви располагается в Копенгагене. Церковь саентологии имеет право на религиозную практику без регистрации, но для заключения брака требуется гражданская церемония. |                              |
| Израиль        | Церковь саентологии ведёт свою деятельность в Израиле уже более тридцати лет. Однако организации, связанные с саентологией, не зарегистрированы как религиозные, а имеют статус светских групп по саморазвитию. |                              |
| Индонезия      | Государственное законодательство признаёт право всех религий на существование и деятельность в обществе, так что у церкви саентологии нет трудностей с регистрацией. |                              |
| Испания        | 31 октября 2007 года Национальный суд Мадрида постановил внести Национальную церковь саентологии Испании в реестр религиозных организаций. Административный трибунал Верховного суда Мадрида признал незаконным требование Министерства юстиции от 2005 года изъять церковь из реестра, так как не было предоставлено никаких документов, которые могли бы свидетельствовать о какой-либо деятельности церкви, отличной от религиозной. |                              |
| Италия         | Некоторые суды, например в Риме и Турине, признавали саентологию религией, однако Апелляционный суд Милана на протяжении 20 лет вёл уголовное преследование отдельных саентологов. Миланский суд дважды отказывал в признании религиозного статуса саентологии, но эти решения были отменены Верховным судом. Верховный суд обязал Апелляционный суд Милана снять с подсудимых все обвинения. 9 октября 1997 года Верховный суд постановил, что саентология в полной мере является религией, нацеленной на «освобождение человеческой души путём познания божественной сущности каждого человека». |                              |
| Казахстан      | Саентология не признаётся в качестве религии, а саентологические центры существуют в качестве нерелигиозных общественных объединений. |                              |
| Канада         | Саентология признана некоммерческим религиозным объединением. Саентологические священники имеют право заключать браки; саентологи, работающие в госучреждениях, имеют право на выходные в дни саентологических праздников. Однако в законодательстве Канады нет чёткого определения религии. | Саентология в Канаде         |
| Колумбия       | В мае 2017 года саентология была признана религией. |                              |
| Кыргызстан     | В стране зарегистрирована саентологическая религиозная группа. |                              |
| Македония      | В мае 2017 года 2-й Суд первой инстанции Скопье одобрил регистрацию церкви саентологии Македонии и её храма. |                              |
| Мексика        | Церковь саентологии встретила сопротивление в процессе регистрации. При первой попытке церковь выполнила всю процедуру регистрации, включая публикацию в «Официальных ведомостях Федерации», однако в установленный законом срок нашёлся протестующий, и власти отказали церкви в регистрации на том основании, что церковь «не предоставила доказательств своего длительного существования и укоренённости в культуре». При второй попытке церковь ещё более тщательно подошла к процедуре регистрации и снова довела её до публикации в «Официальных ведомостях Федерации». На этот раз протест выразила евангелистская церковь, однако власти довели процесс регистрации до конца, и в 2017 году церковь саентологии получила статус религиозного объединения. |                              |
| Нидерланды     | 17 октября 2013 года Суд Амстердама постановил, что саентологическая организация имеет статус благотворительной и может быть признана религиозной общиной. Однако 12 декабря 2014 года Верховный суд послал дело на дополнительное рассмотрение, отметив, что нижестоящий суд должен исследовать, соблюдается ли требование, предъявляемое к благотворительным организациям: общественные интересы должны быть затронуты как минимум в той же мере, что и частные. За этим последовало всестороннее расследование деятельности саентологической организации, включая финансовую сторону. 30 августа 2022 года налоговая служба признала деятельность Церкви саентологии общественно полезной и предоставила ей освобождение от налогов наравне с другими религиозными организациями. Освобождение от налогов распространяется на все виды деятельности Церкви саентологии: общественную деятельность, духовные консультации и религиозное обучение. |                              |
| Никарагуа      | Саентология имеет статус религиозного меньшинства. |                              |
| Новая Зеландия | В декабре 2002 года налоговое управление Новой Зеландии уведомило церковь саентологии, что её деятельность признаётся благотворительной. Налоговое управление не постановило, является ли саентология религией или нет. В июне 2008 года церковь саентологии была зарегистрирована как благотворительная организация, занимающаяся религиозной деятельностью. |                              |
| Норвегия       | Церковь саентологии не признана религиозной общиной, однако зарегистрирована как некоммерческая организация. |                              |
| Португалия     | В ноябре 2007 года саентология была официально признана религией. |                              |
| Россия         | Саентологическая церковь Москвы была зарегистрирована как религиозная организация в 1994 году, однако впоследствии многократно получала отказ в перерегистрации. 1 октября 1997 года вступил в силу Федеральный закон «О свободе совести и религиозных объединениях», который гласит, что религиозную организацию могут зарегистрировать только приверженцы «традиционных религий» или религий, которые просуществовали на территории страны как минимум 15 лет. В апреле 2007 года церковь выиграла дело в Европейском суде по правам человека, который признал, что имело место нарушение статьи 9 Европейской конвенции по правам человека, и обязал государство выплатить саентологической церкви Москвы 25 000 евро в качестве компенсации морального ущерба и издержек. Суд признал, что причины, по которым Министерство юстиции отказывало церкви в повторной регистрации, не имеют законных оснований и обязал власти исправить ситуацию с церковью. 26 июня 2007 года городской суд Санкт-Петербурга постановил ликвидировать общественную организацию «Саентологический центр». В сентябре 2009 года Европейский суд по правам человека принял решение в пользу саентологических центров в Сургуте и Нижнекамске, которые государство отказывалось регистрировать как религиозные организации. Суд признал, что имело место нарушение статьи 9 Европейской конвенции по правам человека, и постановил, что власти должны выплатить каждой организации по 10 000 евро и либо зарегистрировать эти религиозные организации, либо убрать упоминание о необходимости 15-летнего срока из Федерального закона. В 2010 году решением Сургутского городского суда некоторые работы Л. Рона Хаббарда были включены в Федеральный список экстремистских материалов, но были исключены оттуда в 2011 году. В ноябре 2015 года Московский городской суд постановил прекратить деятельность саентологической церкви Москвы. В июне 2016 года Верховный суд отклонил апелляцию и подтвердил решение городского суда. 2 октября 2014 года церковь саентологии Санкт-Петербурга выиграла дело в Европейском суде по правам человека. Суд постановил, что имело место нарушение статьи 9 Европейской конвенции по правам человека в связи с отказом в государственной регистрации религиозной организации (в шестой раз), и обязал власти выплатить 7500 евро в качестве компенсации ущерба. В июне 2017 года пятеро членов организации «Саентологическая церковь Санкт-Петербурга» были арестованы по обвинению в незаконной предпринимательской деятельности, разжигании ненависти и вражды, а также в организации экстремистского сообщества. Прокурор запросил в общей сумме 29 лет заключения для всех фигурантов. 24 августа 2023 года все пятеро были признаны виновными: один приговорён к 6,5 годам лишения свободы (которые уже отбыл к моменту вынесения приговора), остальные — к штрафам от 600 тысяч до 1,3 миллиона рублей, однако все участники освобождены от наказания за истечением сроков давности. По закону о свободе совести и религиозных объединениях, в стране могут функционировать и действительно функционируют саентологические религиозные группы. | Саентология в России         |
| Румыния        | В стране официально признаны 18 религий, саентологии среди них нет. Для получения статуса религии необходимо, чтобы официально зарегистрированное религиозное объединение просуществовало на территории страны не менее 12 лет и чтобы не менее 0,1 % граждан государства выразили, что они не против этой религии. |                              |
| Словения       | Саентология входит в список официально признанных религиозных сообществ. |                              |
| США            | Налоговое управление США в 1993 году официально признало саентологию религией и освободило её церкви от налогов ввиду благотворительных целей и некоммерческого характера их деятельности. | Саентология в США            |
| Тайвань        | В 2003 году Министерство внутренних дел Тайваня зарегистрировало церковь саентологии Тайваня как благотворительную религиозную организацию и внесло саентологию в список официально признанных религий. В стране действуют 15 церквей и миссий, в том числе в Гаосюне. |                              |
| Франция        | В 2009 году на саентологов наложили штраф по обвинению в мошенничестве и потребовали закрыть организации. Однако в этом же году в решении по делу «Центра знаменитостей» Парижа говорилось: «осуществление деятельности (саентологии) допустимо в рамках правовых норм», а последующие суды добавили к этому, что даже просить о роспуске юридического лица прокурор в то время (2009) не имел права. В 2015 году суд постановил, что Управление по борьбе с культами (UNADFI) должно выплатить представителям «Центра знаменитостей» Парижа компенсацию в несколько тысяч евро за причинённый ущерб. Несмотря на это, судебные разбирательства в отношении статуса саентологии продолжаются. В данный момент саентологические группы зарегистрированы как общественные организации. По некоторым оценкам, в стране примерно 45 000 саентологов. | Саентология во Франции       |
| Швейцария      | В решении Федерального суда от 14 февраля 1992 года говорится, что деятельность церкви саентологии направлена на достижение религиозных целей, так что саентология подпадает под действие закона о свободе вероисповедания. 25 ноября 1995 года Федеральный совет опубликовал заявление: «Терминология и принципы саентологии позволяют рассматривать её как новое религиозное движение, и её следует расценивать именно так. Федеральный суд разделяет эту точку зрения». |                              |
| Швеция         | 13 марта 2000 года саентология официально получила статус религиозной общины. |                              |
| Шотландия      | Саентологические священники имеют законное право заключать браки, что является подтверждением религиозного признания для данной страны. |                              |
| ЮАР            | В апреле 2000 года саентологические священники получили законное право заключать браки, что является официальным признанием в качестве религии для этой страны. В декабре 2007 года церковь получила от властей документ, удостоверяющий её статус как общественной благотворительной организации, что означает освобождение от налогов. По некоторым оценкам, в стране приблизительно 100 000 последователей саентологии. |                              |
| Япония         | В 2015 году состоялось открытие саентологической церкви в Токио. Однако саентология официально не признана религией в стране. |                              |